# Monte Cresto
El Monte Cresto (en francés Mont Crest, 2548 m) es una cima de los Alpes italianos. Es una de las montañas más altas de los Alpes Bielleses.

## Geografía
La montaña se encuentra a lo largo de la divisoria de aguas entre el Valle de Aosta (oeste) y el Valle del Cervo (este). 
Según la clasificación SOIUSA, la Mont Cresto pertenece:
- Gran parte: Alpes occidentales
- Gran sector: Alpes del noroeste
- Sección: Alpes Peninos
- Subsección: Alpes Bielleses y Cusianos
- Supergrupo: Alpes Bielleses
- Grupo: Cadena Mars - Tre Vescovi
- Subgrupo:
- Código:I/B-9.IV-A.1

## Protección de la naturaleza
La parte septentrional de la Monte Cresto pertenece al Lugar de Importancia Comunitaria “Val Sessera” (código IT1130002), que mide 10 786,73 hectáreas.